# S47 (Берлин)
| S47              |                            |
|                  |                            |
| Станции          | Пересадки                  |
| Spindlersfeld    |                            |
| Oberspree        |                            |
| Schöneweide      | S45, S46, S8, S85, S9, DB  |
| Baumschulenweg   | S45, S46, S8, S85, S9      |
| Köllnische Heide | S45, S46                   |
| Neukölln         | U7, S41, S42, S45, S46     |
| Hermannstraße    | U8, S41, S42, S45, S46     |
| Tempelhof        | U8, S41, S42, S46          |
| Südkreuz         | S2, S25, S41, S42, S46, DB |

S47 — линия Берлинской городской электрички, проходящая от станции Spindlersfeld до станции Südkreuz. S47 проходит через:
- Линия Шоневайде-Спиндлерсфелд[англ.], открытую 1 апреля 1891 года и электрифицированную 1 февраля 1929 года,
- Горлицкую линию[англ.], открытую в 1866 году и электрифицированную в 1929 году,
- линию Баумшуленвег-Нойкёльн[англ.], открытую 8 июня 1896 года и электрифицированную в 1928 году, и
- Берлинское железнодорожное кольцо[англ.], открытое в 1877 году и электрифицированное в 1926 году.

До 28 мая 2006 года линия пролегала от станции Spindlersfeld до станции Gesundbrunnen. Линия была сокращена до станции Südkreuz, чтобы увеличить частоту движения на линиях S41 и S42. В настоящий момент линия состоит из 9 станций.